# Cizancourt
Cizancourt és un municipi francès situat al departament del Somme i a la regió dels Alts de França. L'any 2007 tenia 37 habitants.

## Demografia

### Població

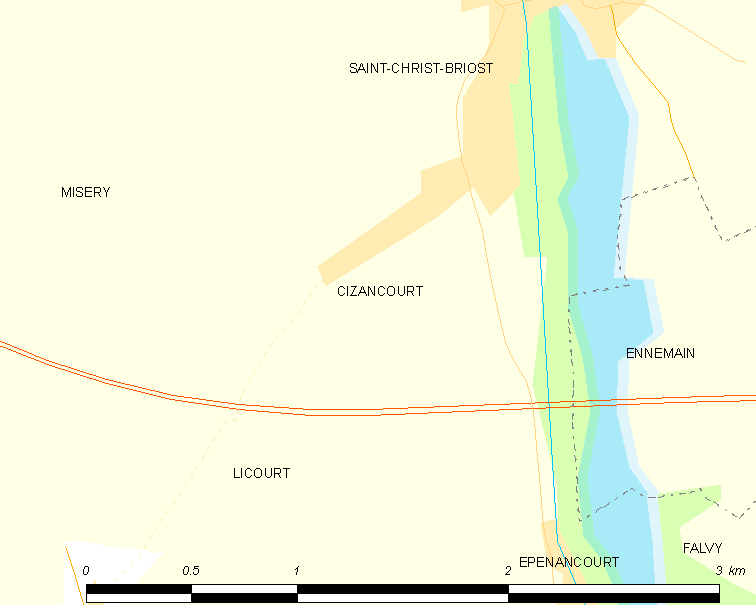

El 2007 la població de fet de Cizancourt era de 37 persones. Hi havia 12 famílies de les quals 3 eren unipersonals (3 dones vivint soles i 3 dones vivint soles), 3 parelles sense fills, 3 parelles amb fills i 3 famílies monoparentals amb fills.
La població ha evolucionat segons el següent gràfic:
Habitants censats

### Habitatges

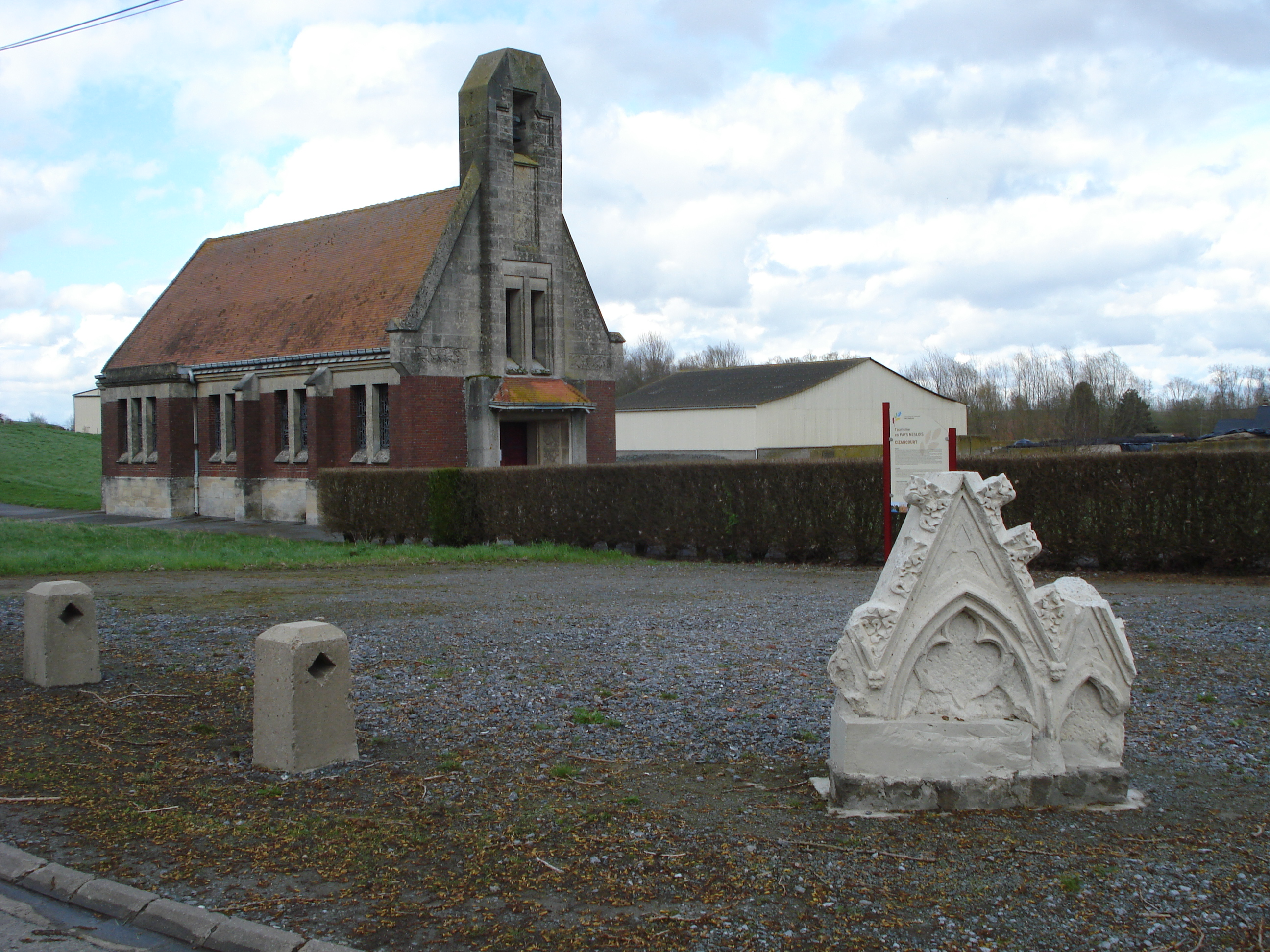

El 2007 hi havia 22 habitatges, 17 eren l'habitatge principal de la família, 3 eren segones residències i 2 estaven desocupats. Tots els 22 habitatges eren cases. Dels 17 habitatges principals, 13 estaven ocupats pels seus propietaris, 3 estaven llogats i ocupats pels llogaters i 1 estava cedit a títol gratuït; 1 tenia dues cambres, 4 en tenien tres, 6 en tenien quatre i 5 en tenien cinc o més. 13 habitatges disposaven pel capbaix d'una plaça de pàrquing. A 9 habitatges hi havia un automòbil i a 4 n'hi havia dos o més.

### Piràmide de població
La piràmide de població per edats i sexe el 2009 era:
| Homes | Edats   | Dones |
| ----- | ------- | ----- |
| 0     | 95 o +  | 4     |
| 0     | 90 a 94 | 0     |
| 0     | 85 a 89 | 0     |
| 0     | 80 a 84 | 0     |
| 0     | 75 a 79 | 0     |
| 0     | 70 a 74 | 0     |
| 0     | 65 a 69 | 0     |
| 4     | 60 a 64 | 0     |
| 0     | 55 a 59 | 8     |
| 0     | 50 a 54 | 0     |
| 4     | 45 a 49 | 0     |
| 0     | 40 a 44 | 0     |
| 4     | 35 a 39 | 0     |
| 0     | 30 a 34 | 4     |
| 0     | 25 a 29 | 0     |
| 4     | 20 a 24 | 4     |
| 0     | 15 a 19 | 0     |
| 0     | 10 a 14 | 0     |
| 0     | 5 a 9   | 0     |
| 0     | 0 a 4   | 4     |

## Economia

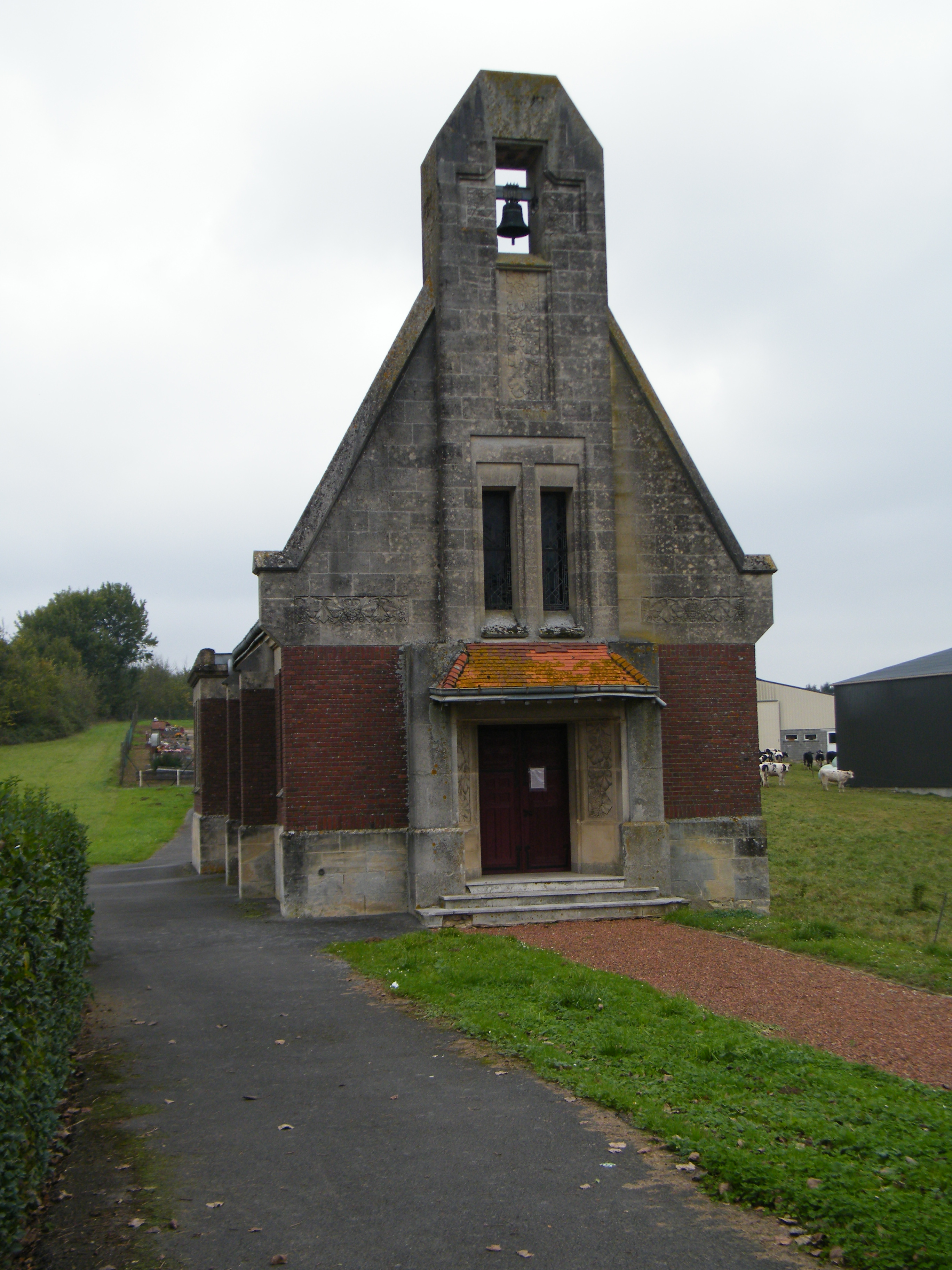

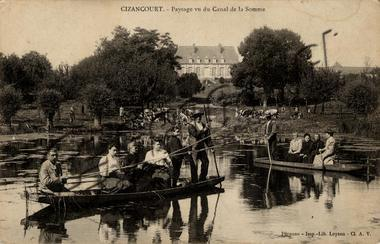

El 2007 la població en edat de treballar era de 19 persones, 9 eren actives i 10 eren inactives. De les 9 persones actives 7 estaven ocupades (5 homes i 2 dones) i 2 estaven aturades (2 homes). De les 10 persones inactives 6 estaven jubilades, 1 estava estudiant i 3 estaven classificades com a «altres inactius».

## Poblacions més properes
El següent diagrama mostra les poblacions més properes.